# 王養浩
王養浩（1506年—？年），字伯充，四川順慶府南充縣人，明朝政治人物。

## 生平
嘉靖二十年（1541年）辛丑科第三甲第二名進士。歷大理寺署右寺正，嘉靖二十九年（1550年）陞雲南按察司僉事。

## 家族
曾祖王進，祖王邑，父王璠，母葉氏（封太宜人）。
兄王養正，進士，官知府。